# 孫耀琦
孫耀琦（1987年3月29日—），生於山東省淄博市臨淄區。2004年「新絲路模特兒大賽」專業組長沙賽區第一名。出道初期与张睿、李佳航、高梓淇、李晟、海陆、万茜、麦迪娜、路宏为瓊瑤力捧的第三代演员。

## 影视作品

### 电视剧
| 首播年份 | 剧名                       | 角色            | 备注         |
| 2011年   | 《太平公主祕史》           | 上官婉兒(青年)  |              |
| 2011年   | 《新還珠格格》             | 金鎖            |              |
| 2012年   | 《怪俠歐陽德》             | 翡翠格格        |              |
| 2012年   | 《隋唐英雄》               | 如意公主        |              |
| 2012年   | 《艾米加油》               | 艾米            |              |
| 2013年   | 《东北剿匪记》             | 驼娘            |              |
| 2013年   | 《五台山抗日传奇之独立连》 | 小满            |              |
| 2013年   | 《武松》                   | 潘金蓮          |              |
| 2013年   | 《我為宮狂》               | 琉璃/敏妃       | 网络剧       |
| 2014年   | 《隋唐英雄4》              | 樊梨花          |              |
| 2014年   | 《少年神探狄仁杰》         | 吴芊芊          | 客串         |
| 2014年   | 《神医大道公前传》         | 无玄公主/鲍大银 |              |
| 2014年   | 《末代皇帝传奇》           | 德宁格格        |              |
| 2014年   | 《神鵰俠侶》               | 陸無雙          |              |
| 2015年   | 《神医传奇》               | 葛丁香          |              |
| 2015年   | 《隋唐英雄5》              | 九环公主        |              |
| 2015年   | 《盗墓笔记(第一季)》       | 陳丞橙          | 网络剧       |
| 2015年   | 《新上错花轿》             | 林天素          |              |
| 2015年   | 《婚姻攻防战之爱要付出》   | 肖晓            |              |
| 2016年   | 《仙剑云之凡》             | 蘅绾绾          |              |
| 2016年   | 《六扇门》                 | 曹懿恩          |              |
| 2018年   | 《我的美女老师第二季》     | 苏妃            | 网络剧 ,客串 |
| 2019年   | 《青谷子》                 | 方格            | 2015年拍攝   |
| 2019年   | 《大明风华》               | 双喜            |              |
| 2020年   | 《群英会》                 | 连琴如          | 2015年拍攝   |
| 2023年   | 《妙手》                   | 吴若蓝          | 网络剧       |

### 电影
| 上映年份 | 电影名                 | 角色 | 备注 |
| 2016年   | 《恭喜发财之谈钱说爱》 | 于洋   |      |
| 2021年   | 《非正式爱情》         |      |      |

## 外部連結
- 孫耀琦的新浪微博
- 孫耀琦的新浪博客